# Калишевский, Александр Иосифович
Александр Иосифович Калишевский (1842—1918) — российский военный деятель и педагог, генерал-лейтенант. Директор Александровского кадетского корпуса (1906—1917).

## Биография
Родился 31 января 1842 года в Волынской губернии.
С 1872 года после окончания Михайловского Воронежского кадетского корпуса поступил в Николаевское инженерное училище, после окончания которого с отличием по I разряду в 1875 году был произведён в подпоручики и выпущен в 1-й Кавказский саперный батальон в составе Кавказской саперной бригады. В 1877 году был произведён в поручики, участник Русско-турецкой войны в составе своего батальона.
В 1881 году окончил Николаевскую инженерную академию с отличием по I разряду, его имя было занесено на мраморную доску академии. В 1881 году за отличие в учёбе был произведён в штабс-капитаны. В 1882 году служил в Кавказском окружном инженерном управлении Кавказского военного округа в качестве инженера по поверке смет и отчётов. С 1882 по 1886 год — производитель работ Тифлисской инженерной дистанции. В 1883 году произведён в капитаны.
С 1886 года был переведён в Главное управление военно-учебных заведений. С 1886 по 1887 год — офицер-воспитатель, с 1887 по 1896 год — ротный командир, с 1896 по 1900 год — инспектор классов и с 1900 по 1906 год — директор Ярославского кадетского корпуса. В 1888 году произведён в подполковники, в 1892 году за отличие по службе произведён в полковники, в 1901 году за отличие по службе произведён в генерал-майоры. С 1906 по 1917 год — директор Александровского кадетского корпуса. В 1907 году за отличием по службе произведён в генерал-лейтенанты. С 1915 по 1917 год одновременно с основной деятельностью являлся совещательным членом технического комитета Главного военно-технического управления.

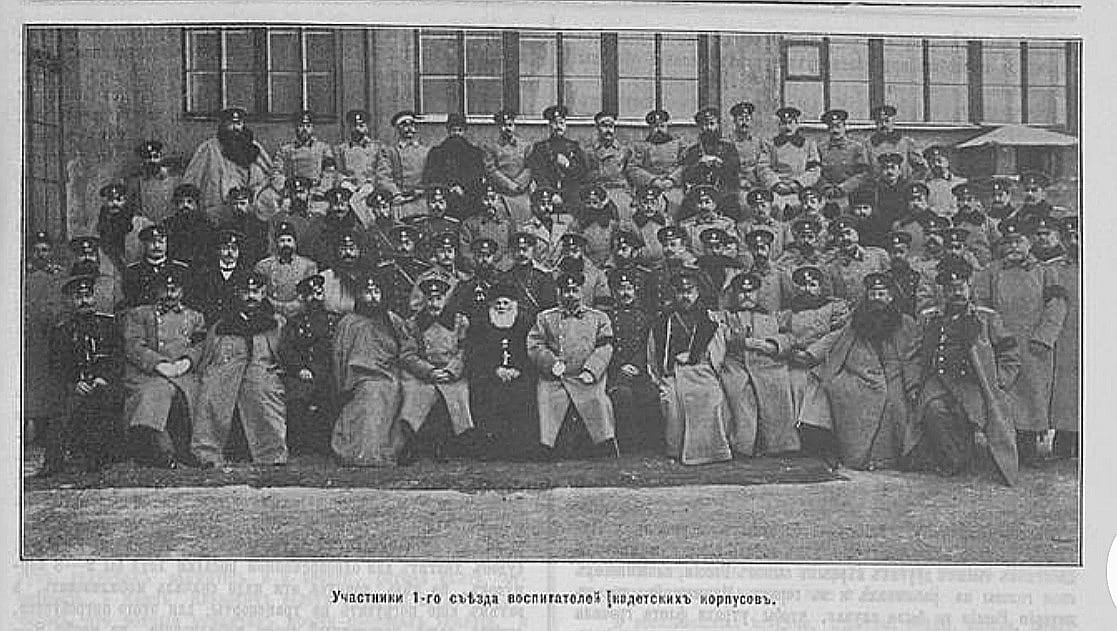
Первый ряд: А. И. Калишевский, Н. А. Хамин, Е. Е. Семашкевич, П. Н. Лазарев-Станищев, В. В. Римский-Корсаков, В. Э. Данкварт, В. А. Шильдер, Л. П. Войшин-Мурдас-Жилинский, Н. А. Радкевич, В. В. Григоров, Н. П. Попов, В. М. Кох. Второй ряд: Н. А. Зотов, М. Л. Салатко-Петрище, Н. Д. Казанцев, К. П. Сангайло, В. В. Цытович, М. А. Трубников, В. И. Греков, А. В. Полторацкий, Г. Ф. Гирс, А. Н. Зауервейд, Е. И. Глотов, А.Ф Вячеслов, И. И. Рыковский, Н. К. Михайловский, В. Д. Языков, А. Л. Вильке, Д. А. Агищев, Н. Н. Бахтин, А. Н. Антонов, Е. А. Заржецкий. Третий ряд: М. А. Угрюмов, Н. Г. Лукирский, В. В. Гаврилович, Ф. В. Гринев, Б. А. Вильбоа, В. П. Дзякович, И. А. Завадский, Г. Д. Дитерихс, М. И. Мягков, В. И. Попов-Азотов, Н. Л. Хитрин, В. О. Плошинский, А. С. Азарьев, Н. Д. Коптев, В. А. Муромцев, Ф. Н. Доннер, В. В. Смирнов, А. Д. Ромашкевич, Н. Н. Купчинский, М. А. Сафонов. Четвёртый ряд: К. К. Лютер, Н. С. Желязовский, В. С. Лавров, Б. А. Гартвиг, А. С. Манучаров, В. И. Бурков, Т. В. Львов, П. П. Шаховской, В. С. Яковлев, В. Д. Чемякин, П. П. Черепанов, И. Г. Денисов, В. В. Татаринов, Н. В. Петров. Санкт-Петербург. 1908 год

В 1917 году уволен от службы по болезни.

## Награды
- Орден Святого Анны 4-й степени «За храбрость» (1879)
- Орден Святого Анны 3-й степени с мечами и бантом (1879)
- Орден Святого Станислава 2-й степени с мечами (1880)
- Орден Святой Анны 2-й степени с мечами (1881)
- Орден Святого Владимира 4-й степени с мечами и бантом (1879)
- Орден Святого Владимира 3-й степени (1894)
- Орден Святого Станислава 1-й степени (1904)
- Орден Святой Анны 1-й степени (1911)
- Орден Святого Владимира 2-й степени (1914)
- Орден Белого орла (1915)[6][7][8]